# 帕里斯特隆
帕里斯特隆（希臘語：Παρίστριον，意为“伊斯特河畔”），或官方文件中更常用的帕拉顿纳翁（希臘語：Παραδούναβον, Παραδούναβις，意为“多瑙河畔”），是拜占庭帝国的一个省份，11与12世纪时囊括了多瑙河下游河岸（下默西亚）。
虽然拜占庭多用这一名词形容多瑙河沿岸的地区，但这个省份似乎囊括了今日的多布羅加。尚不清楚该省份何时建立，罗马尼亚学者尼古拉·巴內斯庫（Nicolae Bănescu）认为其在970至971年的罗斯–拜占庭战争结束之后立即建立了起来；但其他人，如瓦西尔·兹拉塔尔斯基，认为建立时间应该晚至11世纪中期。其最初由督军（katepano）或是都督（doux）管辖，首府可能是多罗斯托隆（今錫利斯特拉），该地的拜占庭将军于970年代被证实。在击败罗斯人之后，皇帝约翰一世任命将领利奥·萨拉克诺普罗斯为保加利亚东北部的总司令，治所位于别列雅斯拉维茨或伊奥诺波利斯（Ioannopolis）。此后的几年间，这位将军及其下属主要在多布罗加地区进行防御活动，被废弃的罗马时期防御工事得以重建与驻守。
但这个地区还是于986年重新落入到康摩托普利兄弟治下的保加利亚手中。他们一直控制此地至约1001年，此后拜占庭重建对此地的控制，但巴内斯库认为多罗斯托隆至少一直是处于拜占庭控制之下。1018年皇帝巴西尔二世征服保加利亚后，在马其顿北部与保加利亚军区一并设立了帕利斯特隆军区。自1030年代开始，该地区就面临着佩切涅格人持续的袭扰。人口收缩到一些大型的设防中心，佩切涅格人被允许作为盟友及殖民者定居此地，并通过补贴以及贸易来保持和平。直到1070年代初，佩切涅格人发动了公开叛乱，对帝国于巴尔干半岛的省份造成持续威胁，最终在1091年的拉维尼欧战役中叛军被彻底击败。尽管库曼人时有侵袭，此地于12世纪还是在很大程度上保持着和平与繁盛。但在12世纪晚期，这个省份似乎已被解散。

### 脚注
1. 1 2 3  ODB，"Paristrion" (A. Kazhdan), p. 1589
2. ↑  Stephenson 2000，第55, 78頁.
3. 1 2  Nesbitt & Oikonomides 1991，第150–151頁.
4. ↑  Stephenson 2000，第56–58頁.
5. ↑  Stephenson 2000，第59, 63–64頁.
6. ↑  齐世荣 & 陈志强，第214頁
7. ↑  cf. Stephenson 2000，第80–107頁.

### 文献
- 亚历山大·卡日丹 (编). . 牛津: 牛津大学出版社. 1991. ISBN 0-19-504652-8.
- 齐世荣; 陈志强. . 北京: 中国青年出版社. 1999. ISBN 7-5006-3217-7.
- Nesbitt, John W.; Oikonomides, Nicolas (编). . Washington, District of Columbia: Dumbarton Oaks Research Library and Collection. 1991. ISBN 0-88402-194-7.
- Stephenson, Paul. . Cambridge, United Kingdom: Cambridge University Press. 2000  [2019-10-28]. ISBN 0-521-77017-3. （原始内容存档于2023-07-23）.